# 駒門停車區
駒門停车区（平假名：こまかどパーキングエリア）是位於靜岡縣御殿場市的東名高速道路之休息區。由中日本高速公路管理。

## 連接道路
- 東名高速道路

## 历史
- 1969年3月31日 - 東名高速道路富士IC至御殿場IC開通，此休息區同時啟用。

## 休息區設施
- 上行線（橫濱、東京方向）
  - 停車場
    - 小型車：30台
    - 大型車：11台

  - 廁所
    - 男士 大型 2（和式1、西式1） 小型6
    - 女士 5（和式3、西式2）
    - 輪椅人士專用 1

  - 小吃販賣（7:30-19:30）
  - 商店（7:30-19:30）
  - 自動售賣機
- 下行線（富士、靜岡、濱松、名古屋方向）
  - 停車場
    - 小型車：31台
    - 大型車：18台

  - 廁所
    - 男士 大型 2（和式1、西式1） 小型6
    - 女士 5（和式3、西式2）
    - 輪椅人士專用 1

  - 小吃販賣（7:30-19:30）
  - 商店（7:30-19:30）
  - 自動售賣機

## 鄰近設施
東名高速道路
(7)御殿場IC - (7-1)御殿場JCT - 駒門停车区 - (7-2)裾野IC

## 相關項目
- 日本服務區與休息區一覽

## 外部連結
- 中日本高速道路(東名高速) （页面存档备份，存于）（日語）